# Марголин, Лев Соломонович
Лев Соломонович Марголин (26 июля 1895, Минск — 27 сентября 1937, Москва) — советский учёный-экономист, партийный и государственный деятель. Академик ВАСХНИЛ (1935).

## Биография
С золотой медалью окончил гимназию в Минске. В 1915 г. поступил на историко-филологический факультет Петроградского университета (проучился два курса).
Участник Февральской и Октябрьской революций 1917 года. С 1918 член РКП(б). В 1918—1922 на ответственной партийной работе в Тульской губернии, Оренбурге и Москве.
В 1922 году поступил на экономический факультет Московской сельскохозяйственной академии им. К. А. Тимирязева, окончил в 1925 г.
В 1926—1928 заместитель председателя плановой комиссии Наркомзема. В 1928—1931 первый директор Учебно-опытного зерносовхоза № 2 в Северо-Кавказском крае. Одновременно с апреля 1930 г. первый ректор Азово-Черноморского института инженеров-механиков социалистического земледелия.
В 1931—1933 директор Западно-Сибирского Зернотреста, в который входило 30 совхозов. С 1933 года начальник научно-технического отдела Наркомата совхозов СССР.
В мае 1935 года избран академиком ВАСХНИЛ. С 1936 учёный секретарь ВАСХНИЛ. Был ответственным редактором журнала «Бюллетень ВАСХНИЛ» и членом редколлегии журнала «Социалистическая реконструкция сельского хозяйства». Автор работ по механизации земледелия.
Награждён орденом Ленина (1931).
9.08.1937 арестован, 27.09 того же года расстрелян. Похоронен в Москве на Донском кладбище.